# Laurent Cantet
Laurent Cantet (Melle, 15 de juny de 1961 - París, 25 d'abril de 2024) va ser un director de cinema, guionista i director de fotografia francès.
Els seus pares eren professors a Ardilleux. Va obtenir un Màster en audiovisuals a Marsella i, a continuació, va entrar a l'Institut des hautes études cinématographiques el 1984.
Cantet va impartir un taller d'art dramàtic en l'Institut Françoise Dolto, de la perifèria de París, on va conèixer a François Bégaudeau, professor de francès, que va aconseguir l'èxit el 2006 amb la publicació de la seva novel·la Entre les murs. La pel·lícula, que es va rodar en l'estiu de 2007 en aquest mateix institut, està basada en la seva novel·la homònima. Narra les difícils relacions en un col·legi multiracial i en conflicte amb la societat que l'envolta (recordin-se els disturbis del 2005 a França). El professor protagonista de la pel·lícula, François, intenta instaurar una relació igualitària amb els alumnes, però finalment ha de sotmetre's al sistema.
El 25 de maig de 2008, va ser guardonat amb la Palma d'Or al 61è Festival Internacional de Cinema de Canes per la seva pel·lícula Entre les murs. Feia 22 anys que no se li concedia a una pel·lícula francesa.

## Filmografia

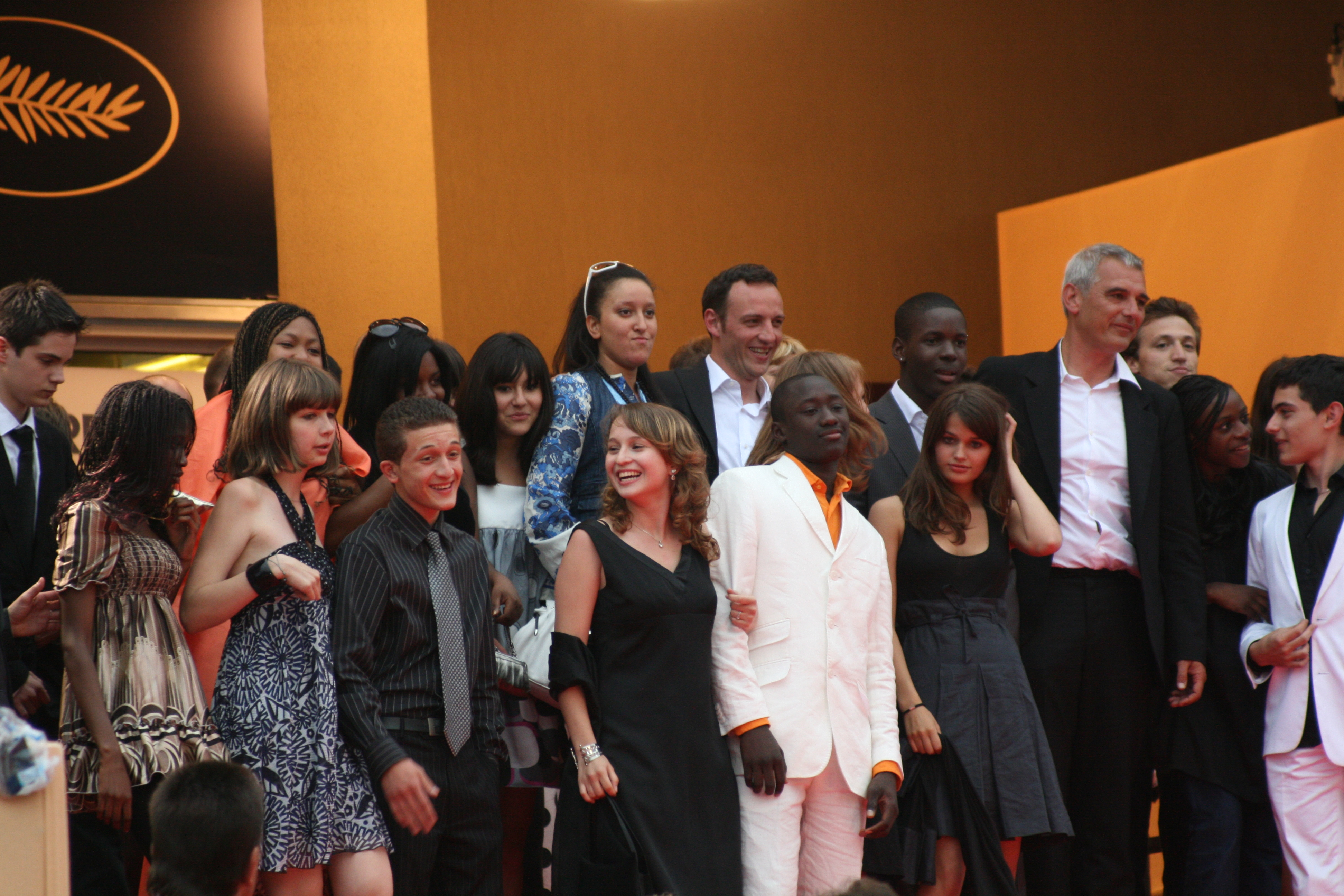
Els actors d' Entre les murs al Festival de Canes 2008.

### Director
- 2017: L'Atelier
- 2014: Retour à Ithaque
- 2012: Foxfire: Confessions d'una banda de noies.[2]
- 2012: 7 días en La Habana.[3]
- 2008: Entre les murs (La classe).[4]
- 2005: Vers le sud.[5]
- 2001: L'Emploi du temps.[6]
- 1999: Ressources humaines.[7]
- 1998: Les Sanguinaires (telefilm).[8]
- 1995: Jeux de plage (curtmetratge).[9]
- 1994: Tous à la manif (curtmetratge).[10]

### Guionista
- 2012: Foxfire.[2]
- 2008: Entre les murs (La classe).[4]
- 2005: Vers le sud.[5]
- 2001: L'emploi du temps.[6]
- 1999: Ressources humaines.[7]
- 1998: Les Sanguinaires (telefilm).[8]
- 1995: Jeux de plage (curtmetratge).[9]
- 1994: Tous à la manif (curtmetratge].[10]

### Director de fotografia
- 1998: Cette nuit (migmetratge).[11]
- 1993: Joyeux Noël (curtmetratge).[12]
- 1987: L'étendu (curtmetratge).[13]

## Premis
Premis César
| Any  | Categoria                        | Pel·lícula          | Resultat  |
| ---- | -------------------------------- | ------------------- | --------- |
| 2001 | Millor ópera prima               | Ressources humaines | Guanyador |
| 2001 | Millor guió original o adaptació | Ressources humaines | Nominat   |

Premis del Cinema Europeu
| Any  | Categoria                     | Pel·lícula          | Resultat |
| ---- | ----------------------------- | ------------------- | -------- |
| 2008 | Millor pel·lícula europea     | Entre els murs      | Candidat |
| 2001 | Millor guionista europeu      | L'Emploi du temps   | Nominat  |
| 2000 | Descobriment europeu de l'any | Ressources humaines | Nominat  |

Festival de Cannes
| Any  | Categoria  | Pel·lícula     | Resultat  |
| ---- | ---------- | -------------- | --------- |
| 2008 | Palma d'Or | Entre les murs | Guanyador |

Premis Óscar
| Any  | Categoria                             | Pel·lícula     | Resultat |
| ---- | ------------------------------------- | -------------- | -------- |
| 2008 | Millor pel·lícula de parla no anglesa | Entre les murs | Candidat |

Premis Còndor de Plata
| Any  | Categoria                                        | Pel·lícula          | Resultat |
| ---- | ------------------------------------------------ | ------------------- | -------- |
| 2001 | Millor pel·lícula estrangera de parla no hispana | Ressources humaines | Candidat |

Buenos Aires Festival Internacional de Cinema Independent
| Any  | Categoria         | Pel·lícula          | Resultat  |
| ---- | ----------------- | ------------------- | --------- |
| 2000 | Millor pel·lícula | Ressources humaines | Guanyador |
| 2000 | Premi del públic  | Ressources humaines | Guanyador |

Independent Spirit Awards
| Any  | Categoria                               | Pel·lícula        | Resultat |
| ---- | --------------------------------------- | ----------------- | -------- |
| 2009 | Millor pel·lícula en llengua no anglesa | Entre les murs    | Nominat  |
| 2003 | Millor pel·lícula en llengua no anglesa | L'Emploi du temps | Nominat  |

Festival Internacional de Cinema de Sant Sebastià
| Any  | Categoria              | Pel·lícula          | Resultat  |
| ---- | ---------------------- | ------------------- | --------- |
| 1999 | Millor director novell | Ressources humaines | Guanyador |

Festival Internacional de Cinema de Venècia
| Any  | Categoria | Pel·lícula  | Resultat |
| ---- | --------- | ----------- | -------- |
| 2005 | Lleó d'Or | Vers le sud | Nominat  |